# Maquin Parts Racing
Maquin Parts Racing es un equipo argentino de automovilismo. Fue fundado en 2006 por el empresario Jorge Soljan, como un desprendimiento de su empresa personal Maquin Parts S.A. Al igual que la mencionada empresa, este equipo tiene su cuartel general en la localidad de Venado Tuerto, Provincia de Santa Fe.
Inició su trayectoria compitiendo en el Turismo Nacional, cuando tras un breve proyecto particular impulsado por Soljan en la Clase 2, ingresó a la Clase 3 poniendo en pista un Renault Clio II con preparación de Rafael Balestrini, Fabián Barattero y Héctor Pérez, llevando al santafesino Ezequiel Bosio como piloto. Con dicha fórmula, el equipo conquistó en el campeonato de 2007 y el subcampeonato de 2008 en la Clase 3. 
En 2009 inició su trayectoria dentro del Turismo Carretera, preparando un Torino Cherokee que fue estrenado por Henry Martin en el Circuito de Potrero de los Funes. Posteriormente, este coche fue utilizado por Néstor Girolami, quien en 2012 obtuvo su primera victoria en la categoría con este mismo coche, siendo a su vez la primera victoria para el equipo Maquin Parts dentro del Turismo Carretera. Con el paso del tiempo, el equipo se haría popular dentro de la categoría, especializándose en la preparación de unidades de dicha marca, sumándose más tarde unidades de Dodge Cherokee, Ford Falcon y finalmente, Toyota Camry.
La presencia del equipo en las diferentes categorías de la Asociación Corredores de Turismo Carretera se amplió en el año 2011, con la incursión en el TC Pista de Facundo Ardusso, siempre al comando de un Torino Cherokee. Dicha expansión tuvo su correlato en 2023 con el ingreso en la TC Pick Up, junto a José Manuel Urcera.
Finalmente y tras 13 años de trayectoria, en 2022 alcanzó su máximo hito al conquistar el campeonato de Turismo Carretera de la mano de su piloto José Manuel Urcera, quien a su vez le otorgó el sexto título de la historia a la marca Torino, al proclamarse al comando de un Torino Cherokee.

## Hitos importantes
- 1978: En la ciudad de Venado Tuerto, Provincia de Santa Fe, Jorge Soljan funda Maquin Parts S.A. Fabricante y proveedor de maquinaria eléctrica y oleoneumática para talleres y estaciones de servicio.
- 2005: Soljan se inicia en el automovilismo nacional, adquiriendo un Volkswagen Gol AB9 y patrocinando la incursión de Carlos Sava en el Turismo Nacional.
- 2006: Se funda oficialmente el Maquin Parts Racing, surgido como desprendimiento de Maquin Parts S.A. Su participación inicia con un Renault Clio II que contaba con atención de Héctor Pérez en el chasis, Rafael Balestrini en los motores y Fabián Barattero en la provisión de amortiguadores. Para la conducción fue convocado el piloto santafesino Ezequiel Bosio.
- 2007: En su segundo año en la categoría, el equipo se consagra campeón de Clase 3 de Turismo Nacional, de la mano de su piloto Ezequiel Bosio.
- 2008: Se ratifica a Bosio para defender el título del año anterior y la estructura se agranda con la incursión de Néstor Girolami con otro Clio. El equipo queda a las puertas de repetir el logro, quedando Bosio como subcampeón, por detrás del eventual campeón Esteban Tuero.
- 2009: Comienza la construcción del primer Torino Cherokee, con el objetivo de incursionar en el Turismo Carretera. El equipo debuta finalmente el 2 de agosto en el Circuito de Potrero de los Funes. Henry Martin fue convocado teniendo la responsabilidad de hacer debutar al equipo, sin embargo tras esa competencia se desvincula. Su lugar es ocupado por Néstor Girolami, quién compite hasta final de temporada, siendo ratificado para la siguiente temporada.
- 2011: El equipo se renueva tras la partida de Girolami, siendo su lugar ocupado por Carlos Okulovich. Al mismo tiempo ocurre la primera expansión del equipo, siendo convocado Ezequiel Bosio como segundo piloto y atendiéndose por primera vez, dos unidades de TC. Tras la salida de Bosio luego de la octava fecha, su unidad se destina para la participación de Facundo Ardusso en el TC Pista.
- 2012: Tras el campeonato 2011, Okulovich deja el equipo pero retornó al mismo Néstor Girolami. En esta temporada, Girolami le da al equipo su primer triunfo en el TC, al conquistar la competencia corrida en el Autódromo Jorge Ángel Pena, válida por la tercera fecha, el 8 de abril. A partir de la sexta fecha, Okulovich se reincorpora al equipo.

## Participaciones en categorías de ACTC
| Valores    | Turismo Carretera | TC Pista | TC Mouras | TC Pista Mouras | TC Pick Up |
| ---------- | ----------------- | -------- | --------- | --------------- | ---------- |
| Temporadas | 2009              | -        | -         | -               | -          |
| Temporadas | 2010              | -        | -         | -               | -          |
| Temporadas | 2011              | 2011     | -         | -               | -          |
| Temporadas | 2012              | -        | -         | -               | -          |
| Temporadas | 2013              | -        | -         | -               | -          |
| Temporadas | 2014              | 2014     | -         | -               | -          |
| Temporadas | 2015              | 2015     | -         | -               | -          |
| Temporadas | 2016              | 2016     | -         | -               | -          |
| Temporadas | 2017              | 2017     | -         | -               | -          |
| Temporadas | 2018              | 2018     | -         | -               | -          |
| Temporadas | 2019              | 2019     | -         | -               | -          |
| Temporadas | 2020              | -        | -         | -               | -          |
| Temporadas | 2021              | 2021     | -         | -               | -          |
| Temporadas | 2022              | -        | -         | -               | -          |
| Temporadas | 2023              | 2023     | -         | -               | 2023       |
| Temporadas | 2024              | 2024     | -         | -               | -          |

## Marcas representadas y modelos utilizados
| Clase 3 del Turismo Nacional | Clase 3 del Turismo Nacional | Clase 3 del Turismo Nacional |
| Marcas                       | Modelos                      | Años                         |
| ---------------------------- | ---------------------------- | ---------------------------- |
| Renault                      | Renault Clio II              | 2006-2008                    |
| Turismo Carretera            |                              |                              |
| Marcas                       | Modelos                      | Años                         |
| Torino                       | Torino Cherokee              | 2009-2023                    |
| Ford                         | Ford Falcon                  | 2015-2016, 2020-2021, 2024   |
| Dodge                        | Dodge Cherokee               | 2018, 2022-2024              |
| Toyota                       | Toyota Camry TC              | 2023-2024                    |
| TC Pista                     |                              |                              |
| Marcas                       | Modelos                      | Años                         |
| Torino                       | Torino Cherokee              | 2011, 2015-2018, 2023-2024   |
| Dodge                        | Dodge Cherokee               | 2019, 2021                   |
| Ford                         | Ford Falcon                  | 2014                         |
| TC Pick Up                   |                              |                              |
| Marcas                       | Modelos                      | Años                         |
| Toyota                       | Toyota Hilux                 | 2023                         |

## Palmarés
| Título  | Categoría                    | Piloto             | Automóvil       | Fecha |
| ------- | ---------------------------- | ------------------ | --------------- | ----- |
| Campeón | Clase 3 del Turismo Nacional | Ezequiel Bosio     | Renault Clio II | 2007  |
| Campeón | Turismo Carretera            | José Manuel Urcera | Torino Cherokee | 2022  |

### Otras distinciones
| Título     | Categoría                    | Piloto         | Automóvil       | Fecha |
| ---------- | ---------------------------- | -------------- | --------------- | ----- |
| Subcampeón | Clase 3 del Turismo Nacional | Ezequiel Bosio | Renault Clio II | 2008  |
| Subcampeón | TC Pista                     | Marcelo Agrelo | Dodge Cherokee  | 2019  |